# Celovška koča
Celovška koča (nemško Klagenfurter Hütte) je avstrijska planinska postojanka in izletniška točka v Karavankah. Koča, zgrajena v letih 1949–52, je naslednica nekdanjega zavetišča iz leta 1906, povečanega v letu 1933, požganega med drugo svetovno vojno. Nahaja se na višini 1664 m na Mačenski planini (Matschacher Alm) ob južnem vznožju Ovčjega vrha, v skupini Stola. Odprta je od sredine maja do oktobra, ob lepem vremenu pa tudi v zimskem času. Upravlja jo celovška sekcija Avstrijskega planinskega društva.

## Dostopi
Koča je najlažje dosegljiva s parkirišča Trate (Johannsenruhe, ca. 1200 m), občina Bistrica v Rožu (Feistritz im Rosental), skozi Rute (Bärental, 1½ h). Nekoliko težji dostop je iz vzhodno ležeče Žabnice (Bodental), občina Borovlje (Ferlach), čez sedlo Vrata (2½ h).

## Ture
Koča je izhodišče vzpona na bližnji Ovčji vrh (2024 m, krožna pot Friedrich Zopp Weg čez jugozahodno oz. jugovzhodno pobočje, 1 h). V bližini koče (20 minut) se pričenja zavarovana plezalna pot na Stol (2 h). Od koče vodi normalni pristop na Stol preko nekdanjega mejnega prehoda Belščice (2½ h), v bližini katerega se združi s potjo, ki prihaja iz Ljubelja mimo Zelenice. 